# 800er
Portal Geschichte | Portal Biografien | Aktuelle Ereignisse | Jahreskalender | Tagesartikel

◄ |
8. Jh. |
9. Jahrhundert
| 10. Jh. | ►

◄ |
770er |
780er |
790er |
800er
| 810er | 820er | 830er | ►

800 |
801 |
802 |
803 |
804 |
805 |
806 |
807 |
808 |
809

## Ereignisse
- 25. Dezember 800: Kaiserkrönung Karls des Großen in Rom.
- 804: Ludwig der Fromme gründet das Bistum Halberstadt.